# フランク・カヘル
フランク・カヘル（Frank Josef Cuhel、1904年9月28日 - 1943年2月22日）は、アメリカ合衆国の陸上競技選手。1928年アムステルダムオリンピックの銀メダリストである。アイオワ州シーダーラピッズ出身。

## 経歴
カヘルは、1920年代に活躍した陸上選手である。アイオワ大学在学中はアメリカンフットボールと陸上競技の選手であった1928年の全米大学選手権の220mハードルでは大会新記録で優勝を果たしている。
同じ年にオランダで開催されたアムステルダムオリンピックでは400mハードルに出場し、イギリスのデヴィッド・バーリーに次いで銀メダルを獲得した。オリンピックでの活躍により、大学卒業後は数多くのオランダの企業を相手とした仕事に就いた。このためカヘルは、当時オランダの植民地であったインドネシアのジャワ島に派遣され、太平洋戦争が勃発したときも当地にとどまっていた。
インドネシアは、太平洋戦争の時には戦略上重要な位置にあった。カヘルは、アメリカのラジオ放送局のミューチュアル放送会社に雇われ特派員となりインドネシアからの戦局を伝えた。ジャワ島が日本軍により陥落する直前、カヘルはほかの特派員たちとともに辛くも脱出した。
カヘルは、1943年、ポルトガルにおいて、搭乗していた飛行機（ボーイング314）がリスボン郊外のタホ川に墜落しこの世を去った。